# Кім Мі Ре
Кім Мі Ре (кор. 김미래, 7 квітня 2001) — північнокорейська стрибунка у воду.
Учасниця Олімпійських Ігор 2016 року, де в синхронних стрибках з 10-метрової вишки посіла 4-те місце.